# NGC 7127
NGC 7127 في الفهرس العام الجديد، هي مجرة، تقع في كوكبة الدجاجة (كوكبة). اكتشفت في 25 سبتمبر 1829 بواسطة جون هيرشل.

## روابط خارجية
- NGC 7127 على موقع ويكي سكاي: DSS2, SDSS, GALEX, IRAS, Hydrogen α, X-Ray, Astrophoto, Sky Map, Articles and images